# 米庫林 (戈夏區)

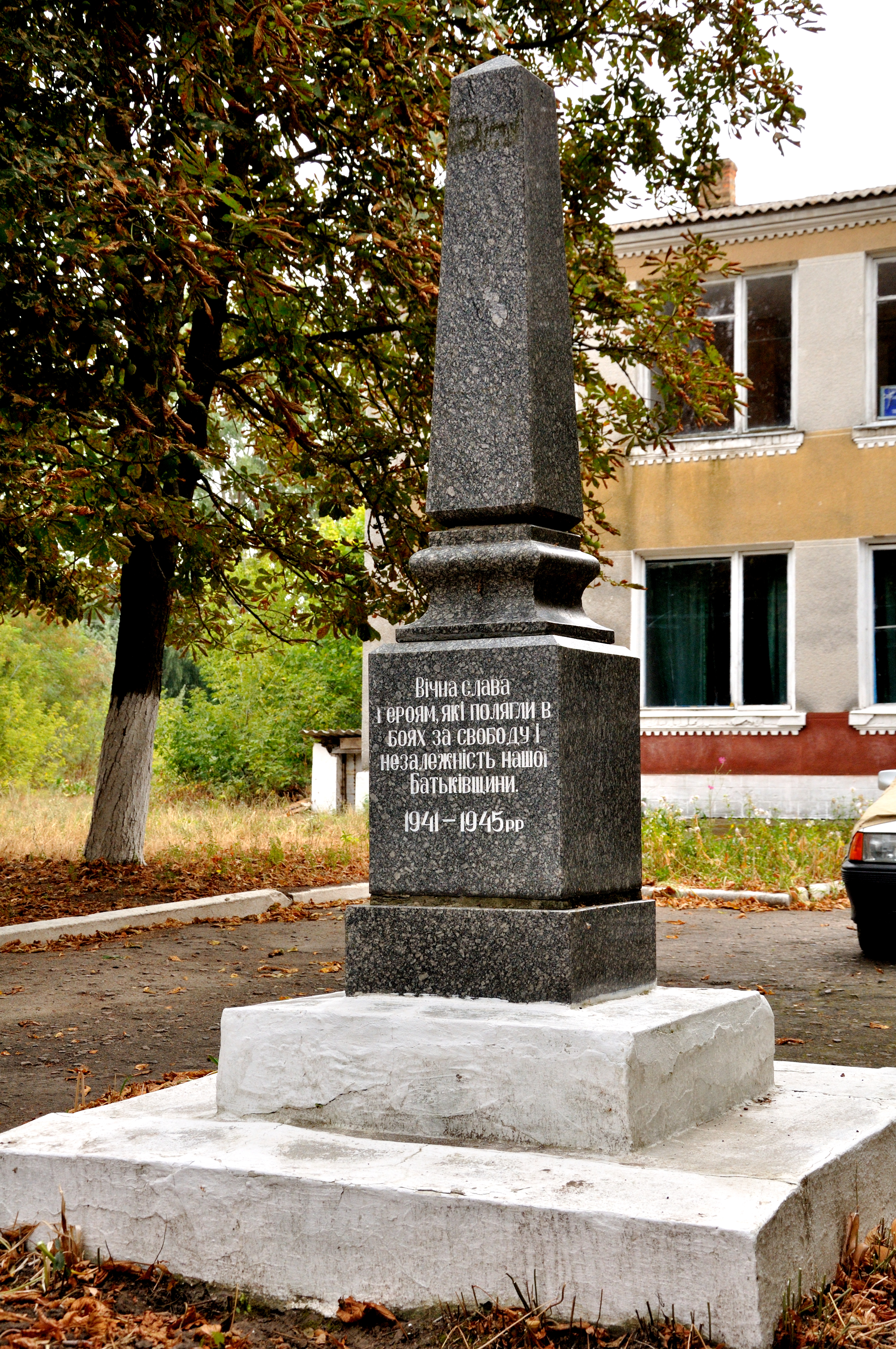

米庫林（烏克蘭語：Микулин），是烏克蘭西北部的村莊，隸屬里夫內州的里夫內區。該村始建於1903年，面積1.43平方公里，海拔高度187米，2001年人口464，人口密度每平方公里325.4人。